# Minit
Minit est un jeu vidéo d'aventure édité en 2018 par Devolver Digital.
Son gameplay particulier impose au joueur de « mourir » toutes les 60 secondes et ainsi réapparaître au précédent checkpoint. Les graphismes sont très minimalistes, le jeu est en noir et blanc sans nuances de gris.

## Système de jeu
Minit est un jeu d'action-aventure minimaliste. Il utilise une vue de dessus comme dans les anciens jeux Zelda ou Pokémon, avec un affichage écran par écran qui se déplace lorsque l'on sort de ses limites.
Le joueur est forcé de mourir au bout de 60 secondes, au bout desquelles il doit repartir du précédent point de départ. Comme le présente l'éditeur, « Minit est une étrange petite aventure jouée soixante secondes à la fois. » Cependant, le joueur ne repart pas tout à fait de zéro car il garde avec lui les objets acquis lors des précédentes vies. Certaines actions sur l'environnement le modifient également au-delà de la vie en cours.
Le point de départ de chaque vie n'est pas toujours le même, ainsi le jeu commence dans une maison, mais on rencontre également une caravane ou un hôtel, qui deviendront autant de points d'attache pour explorer le monde.
Le joueur dispose de plusieurs objets accumulés au cours de l'aventure. Le premier est une épée, qui permet d'attaquer des ennemis et de couper de l'herbe. Il faut aussi mentionner une clef afin d'entrer dans un phare, une lampe, ou encore du café qui permet de déplacer des caisses.

## Développement
Minit a été développé par Jan Willem Nijman, le cofondateur du studio Vlambeer, Kitty Calis qui a notamment travaillé sur Horizon Zero Dawn, Dominik Johann, et Jukio Kallio qui a composé la musique. Toutes les pistes ont été écrites, enregistrées, mixées et masterisées par Jukio Kallio.
Une démo du jeu est présentée lors de l'E3 2017. Il est publié le 3 avril 2018 sur PC, MacOS, Linux, PlayStation 4 et Xbox One, puis le 9 août 2018 sur Switch.